# ネプチューン (ガレオン船)
ネプチューン (Neptune) は、17世紀のスペインガレオン船の復元船である。船は1985年に、同名のスペイン船を描いたロマン・ポランスキーの映画『ポランスキーの パイレーツ』に使用するため、建造された。水面上に浮かぶのは精密なレプリカだが、水面下は鉄で覆われ、400馬力の補助エンジンが付いている。ネプチューンは、現在ジェノヴァ港の観光地となっており、中に入るには5ユーロが必要。2011年、船はテレビシリーズ『ネヴァーランド』にて、フック船長の船「ジョリー・ロジャー」として登場している。

## ギャラリー

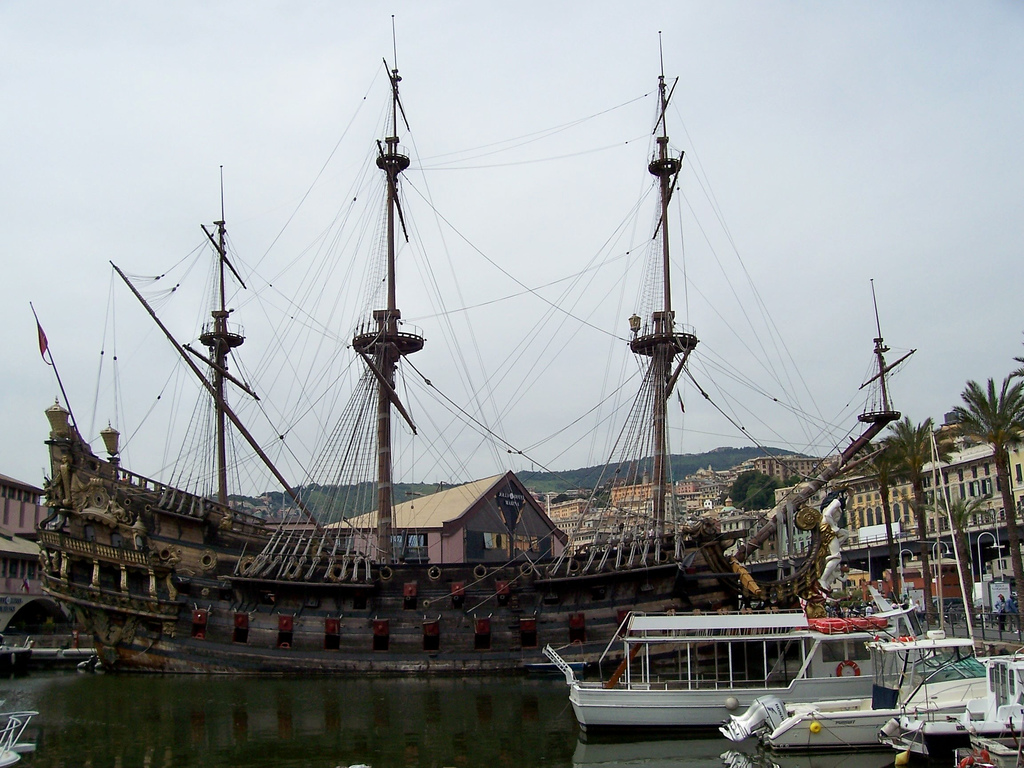
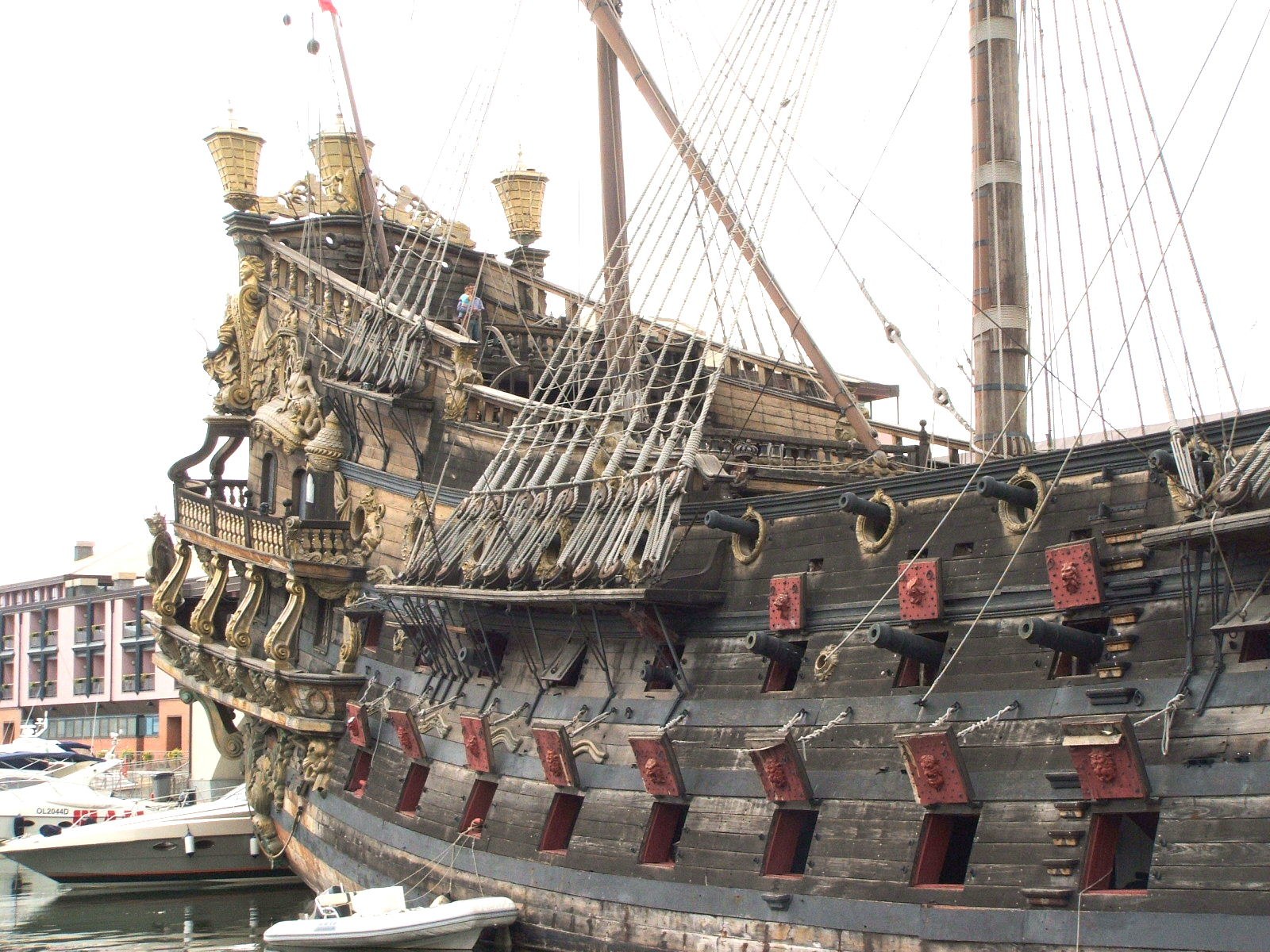
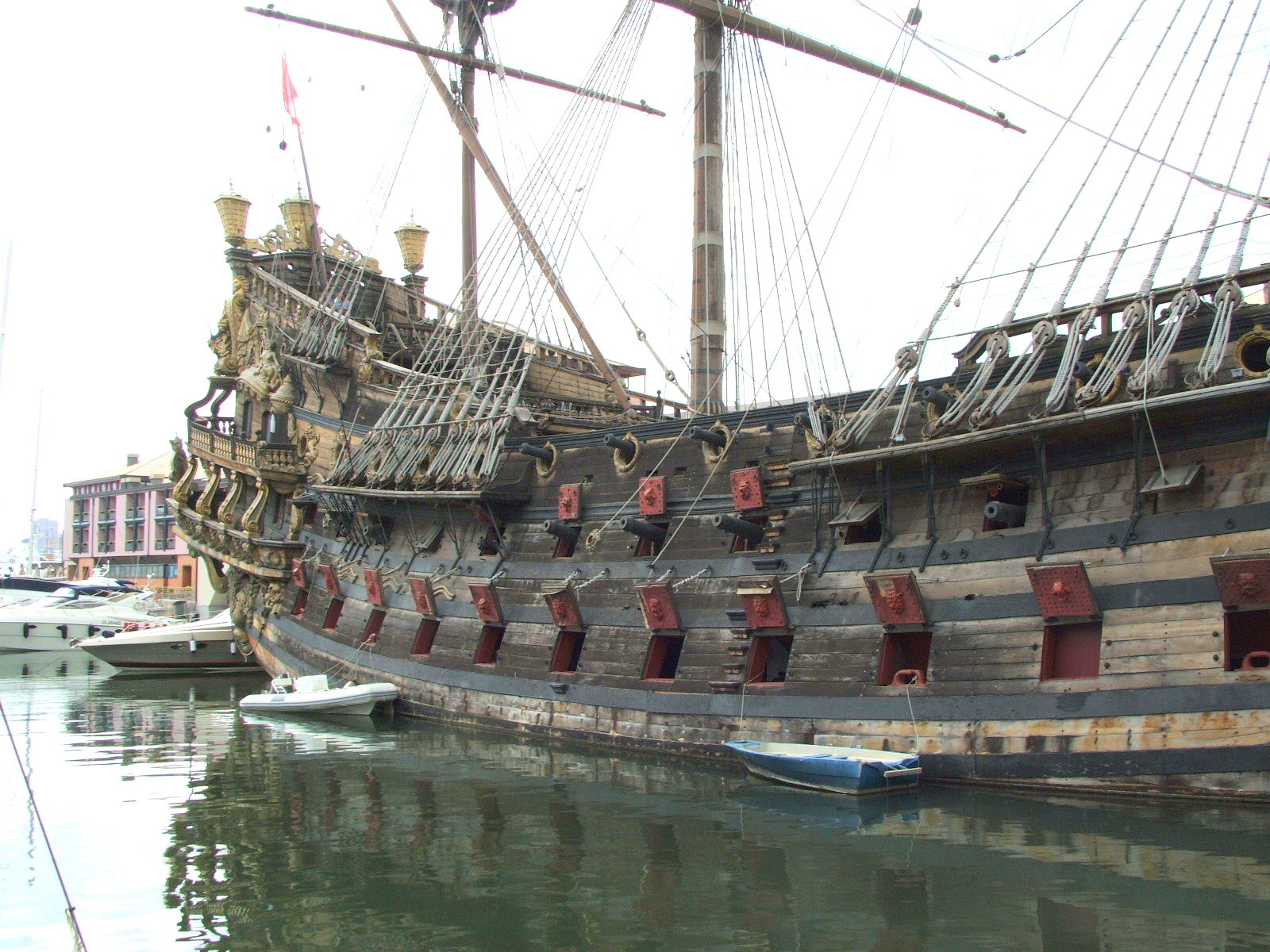
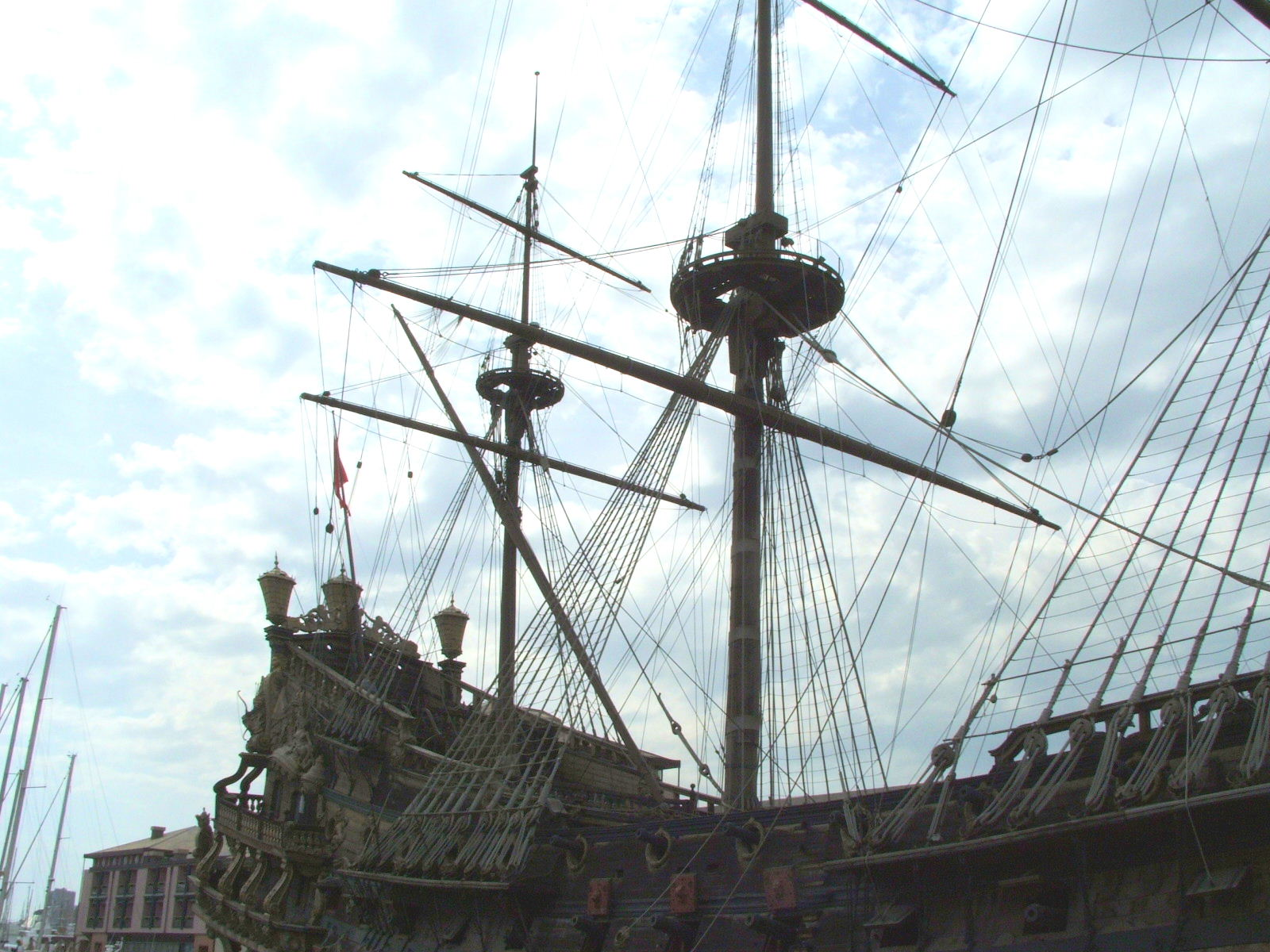
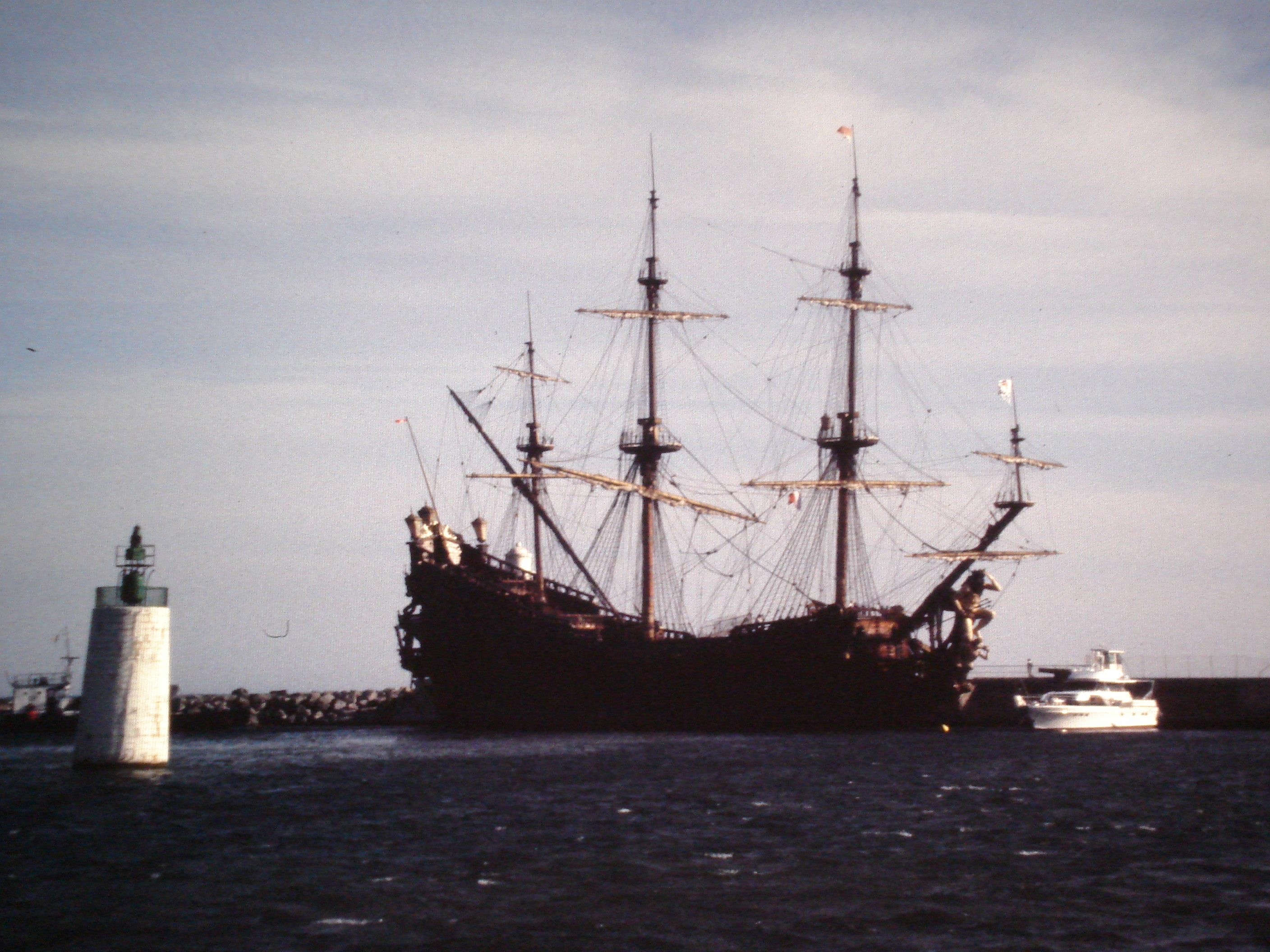
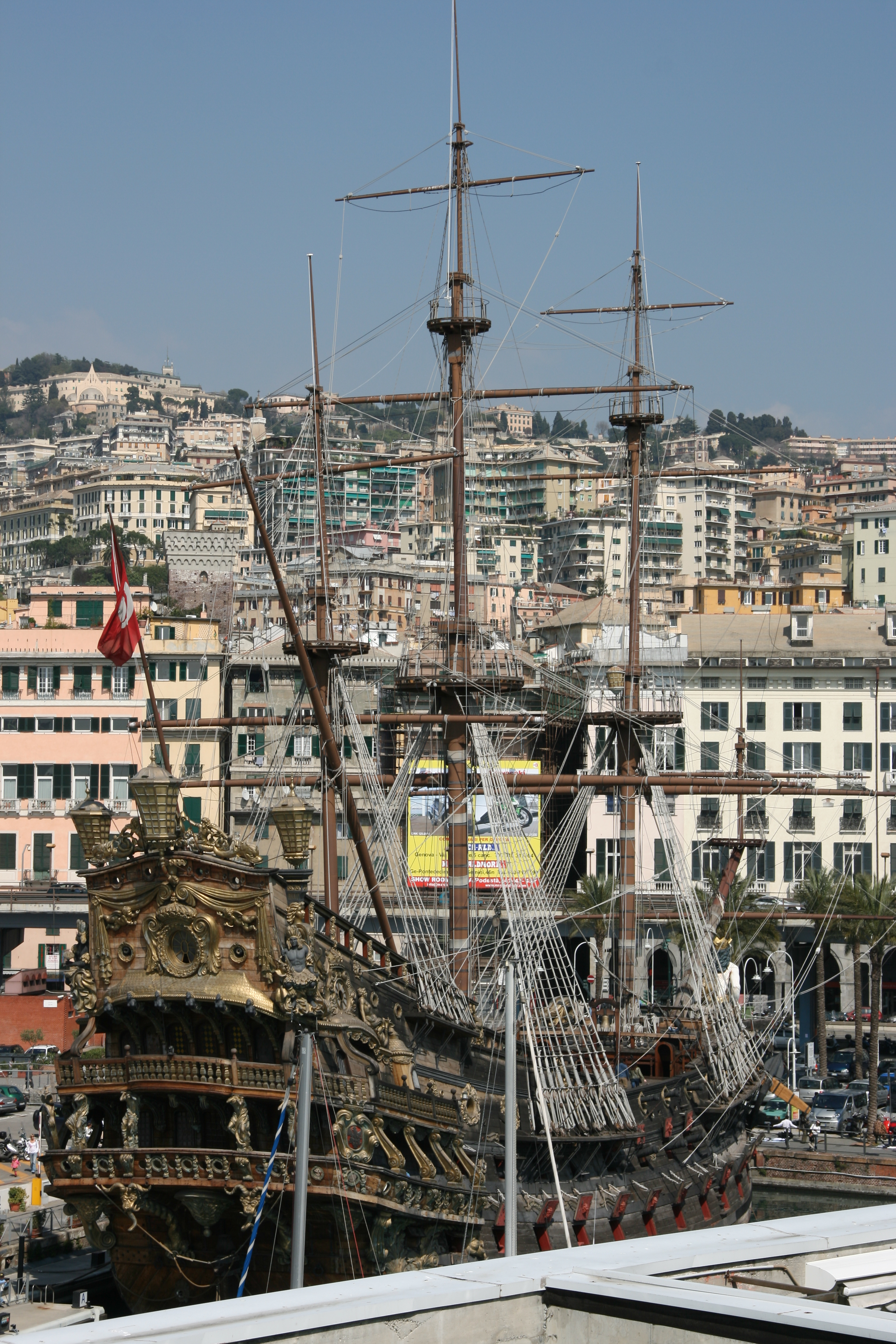
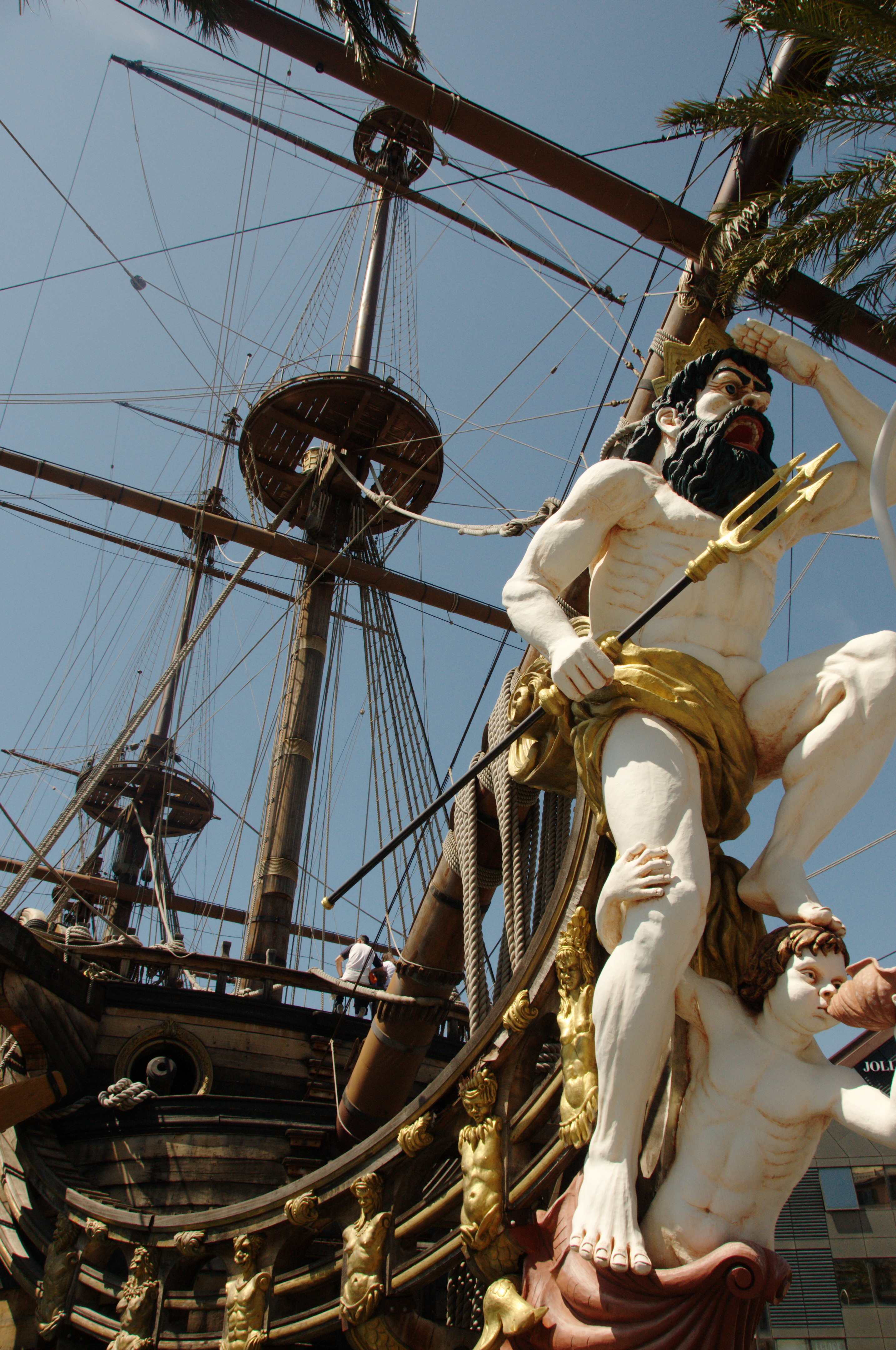
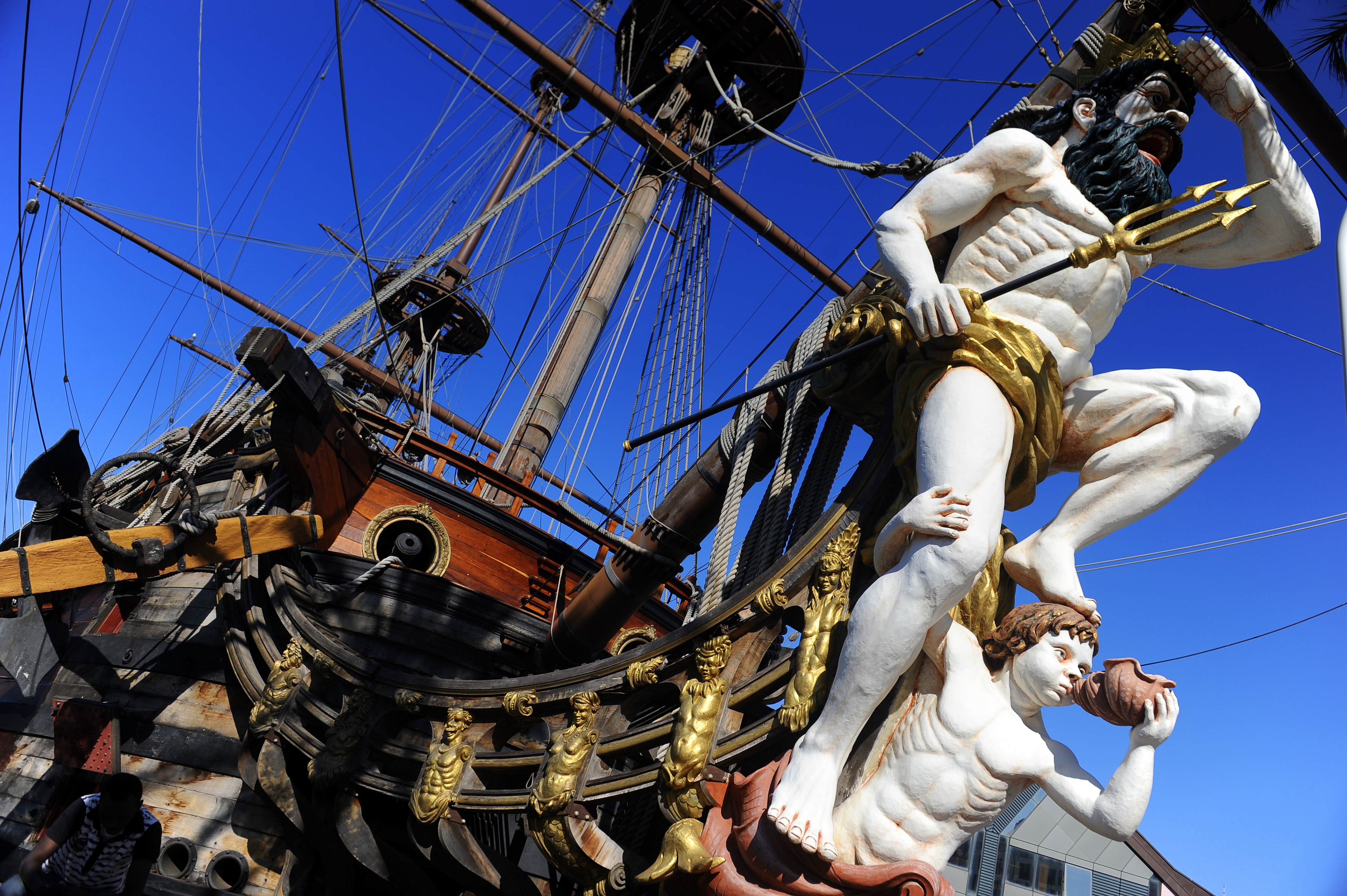
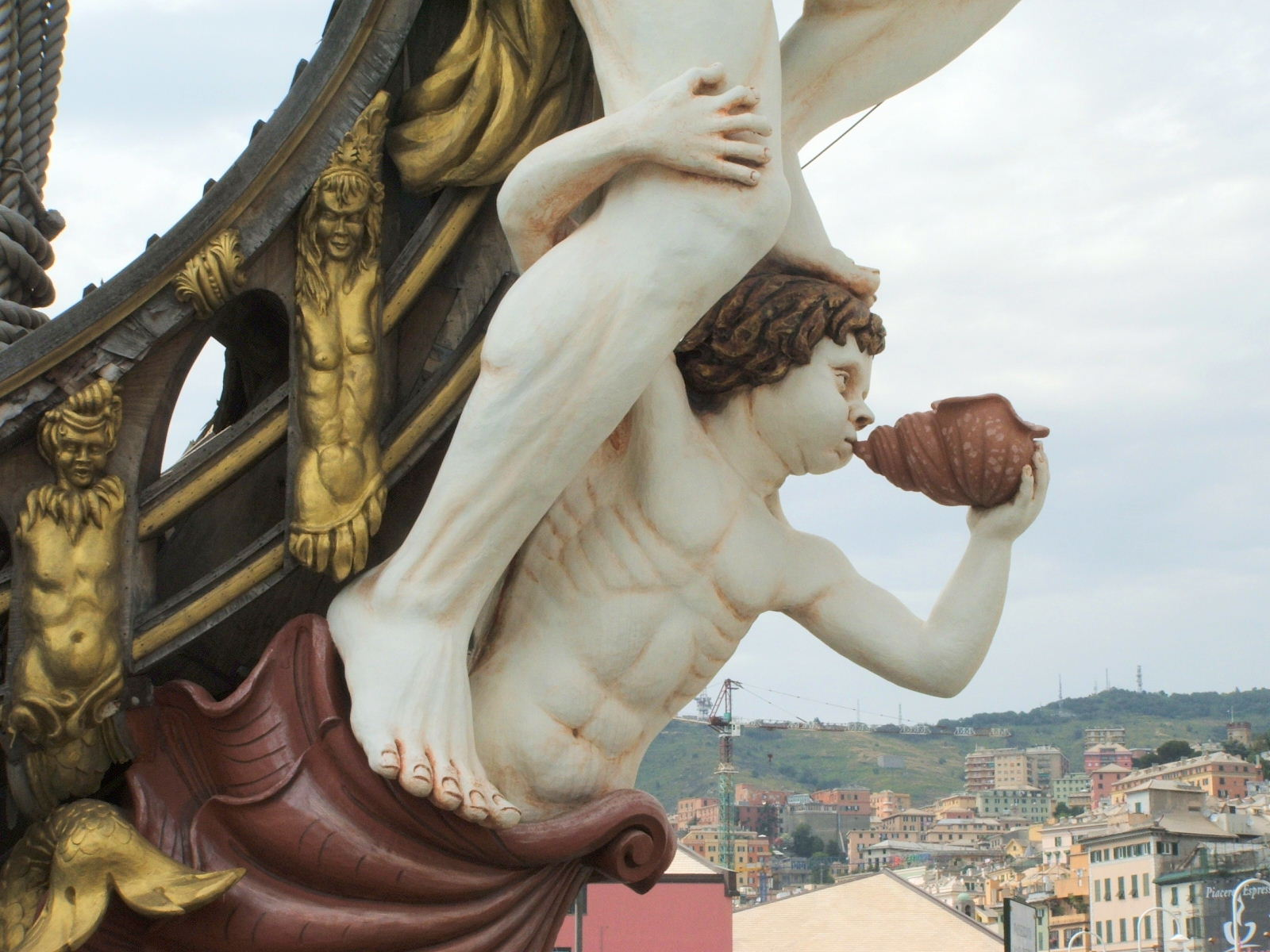
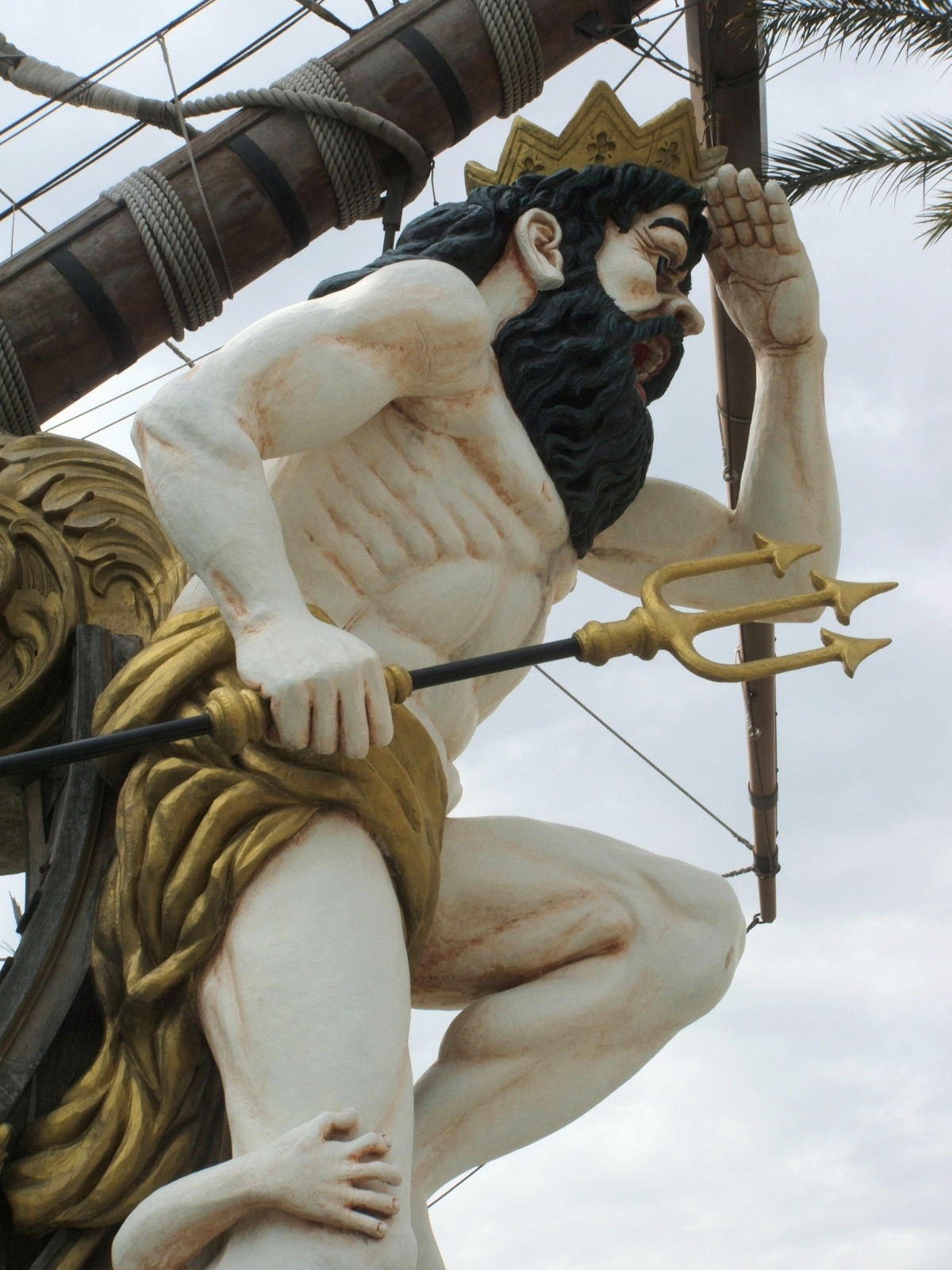
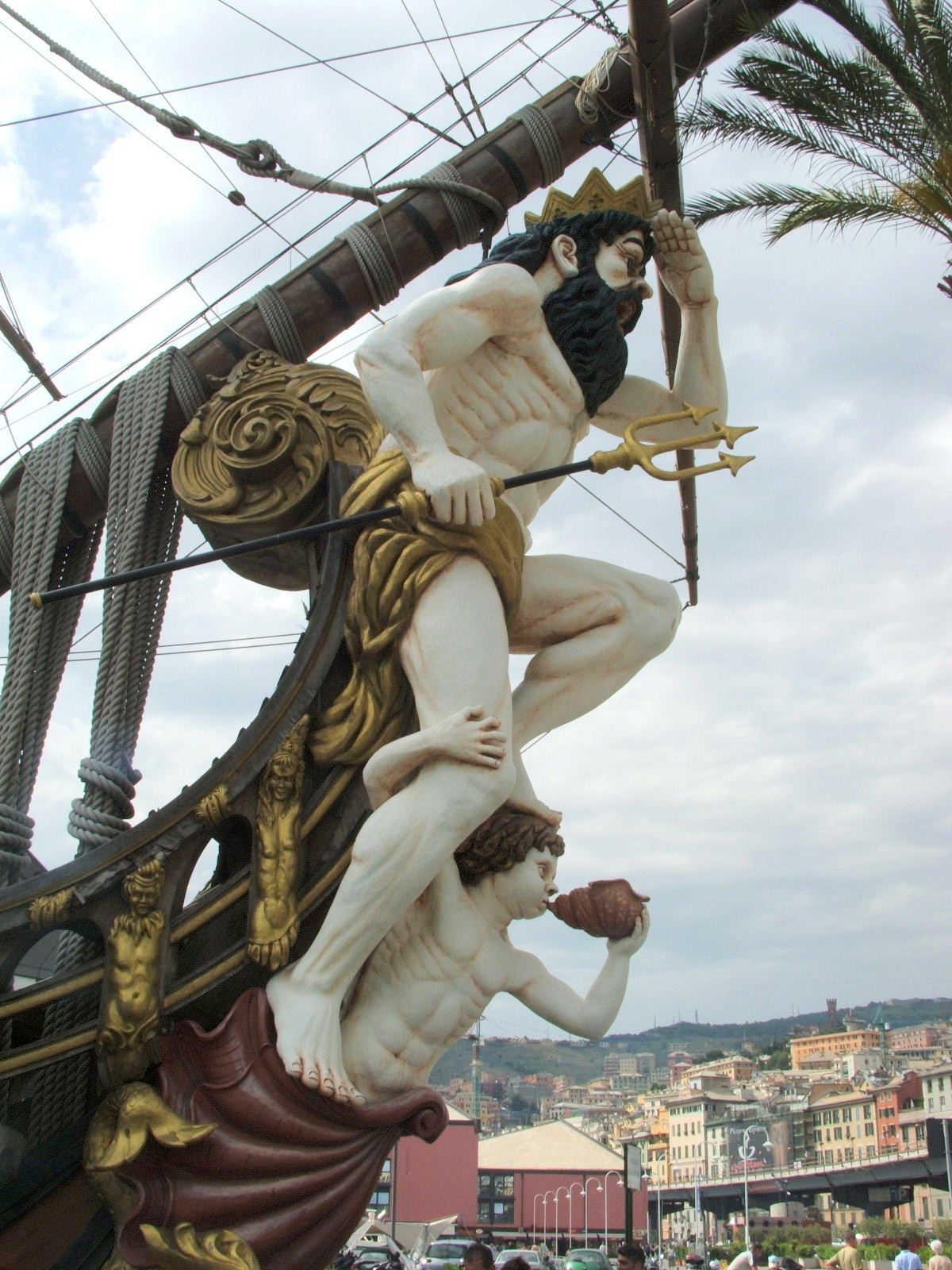
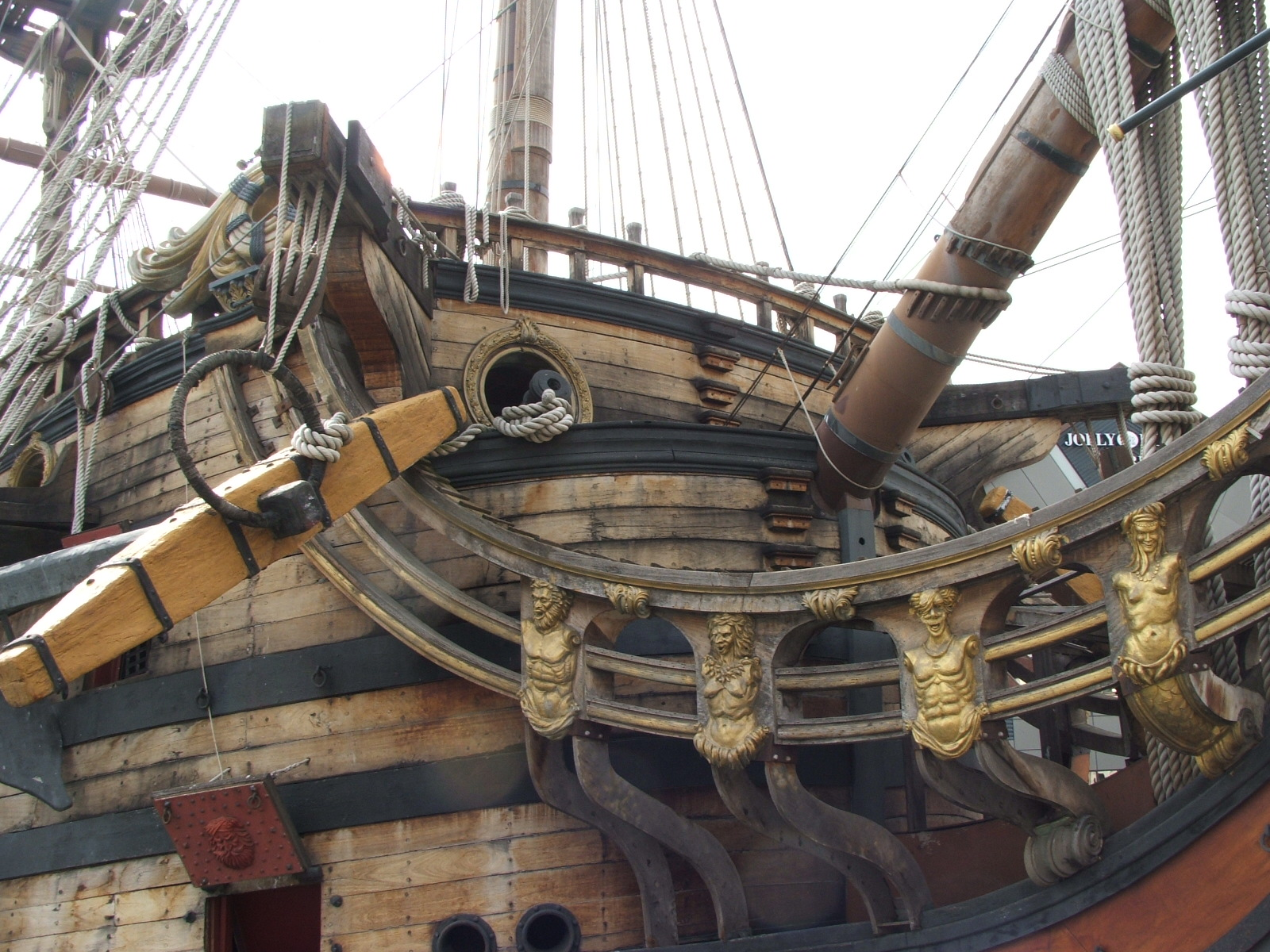
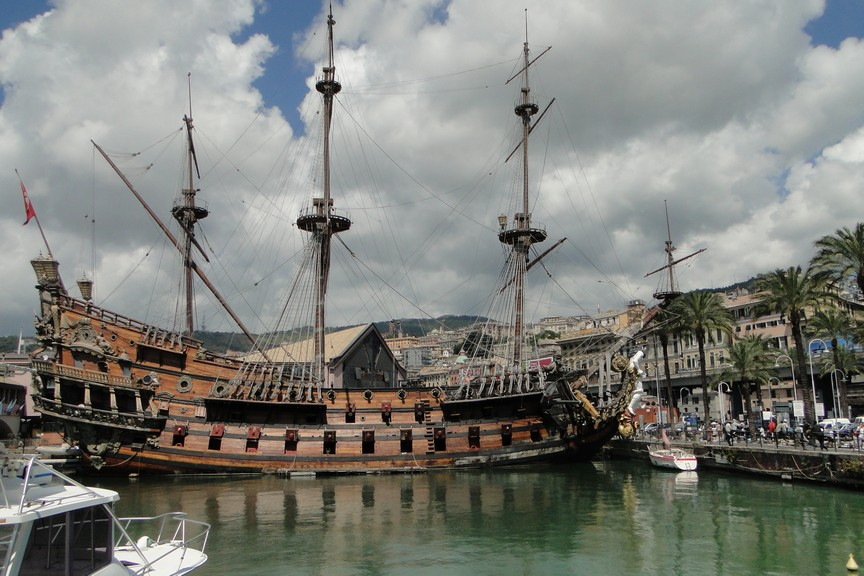
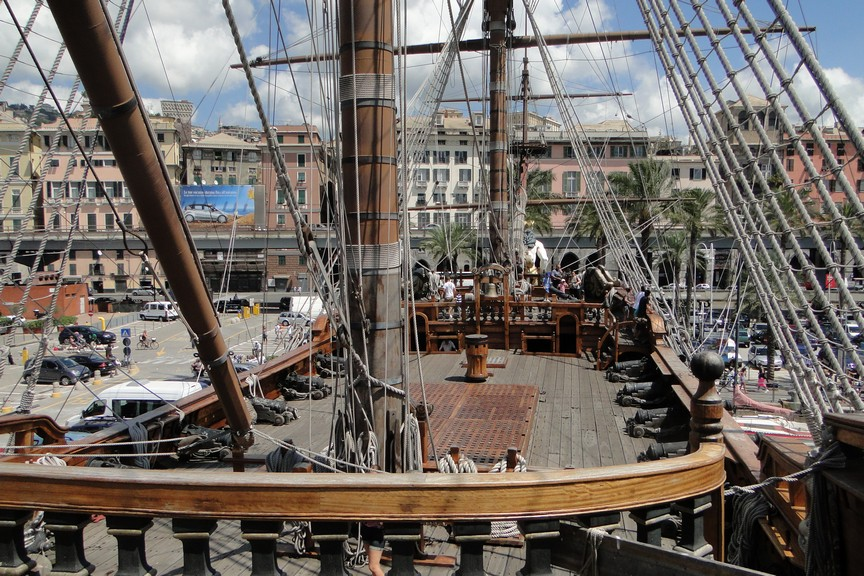
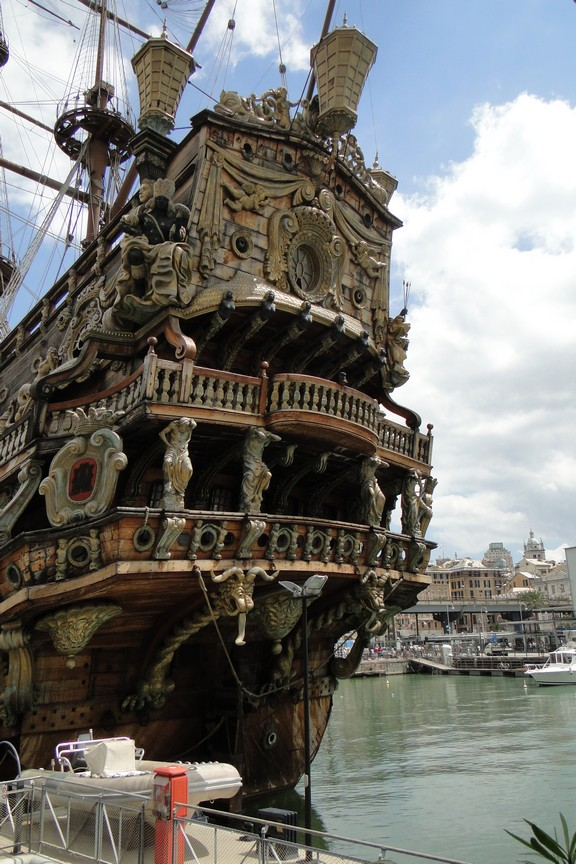
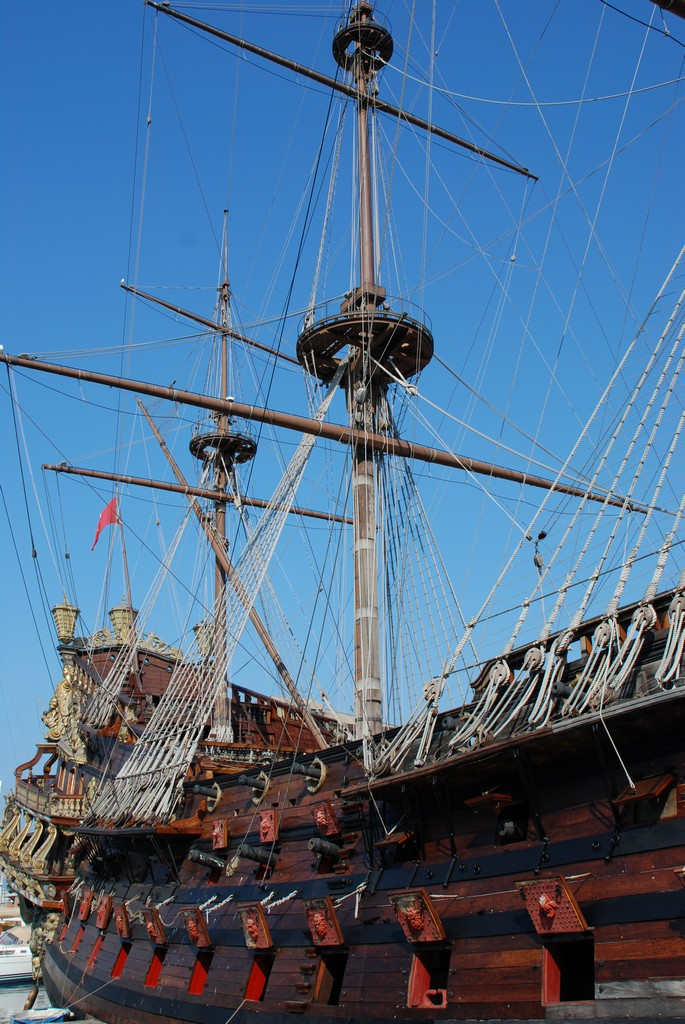